# Thomas Gratzer
Thomas Gratzer (* 1962 in Krems an der Donau) ist ein österreichischer Autor, Regisseur und Theaterdirektor.

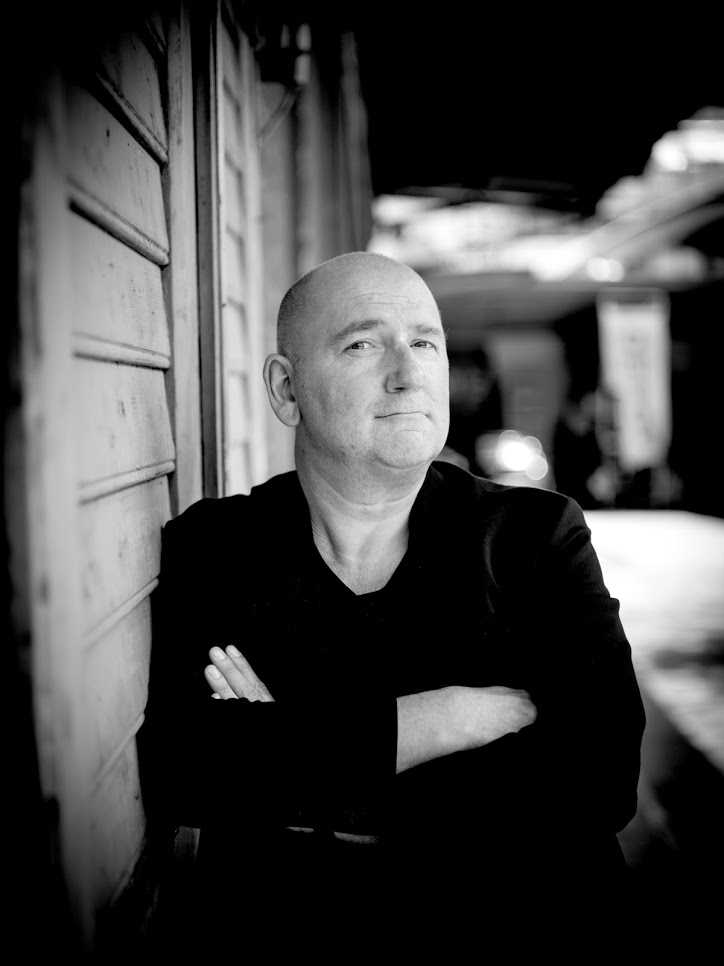
Thomas Gratzer (2020)

## Künstlerischer Werdegang
Thomas Gratzer wuchs in Wien auf, wo er zwischen 1977 und 1980 im Hotel Imperial und im Hotel Bristol eine Kellner-Lehre absolvierte. Bereits kurz nach seiner Aufnahme an die Schauspielschule Krauss im Herbst 1980 wurde er ans Theater der Jugend Wien als Schauspiel-Eleve engagiert, wo er in den folgenden Jahren – schon während seiner Ausbildung – immer wieder in Hauptrollen zu sehen war (das Repertoire spannte sich von Christine Nöstlinger bis zu Molière).
In der Folge spielte Gratzer an diversen Wiener Bühnen wie dem Theater an der Wien, dem Volkstheater, dem Ensembletheater und dem Theater in der Josefstadt.
Seinen Durchbruch feierte Gratzer dann 1987 am Ensembletheater in der Uraufführung von „Madonna und Mike“ (Regie: Dieter Haspel). Aufgrund dieses Erfolges wurde er von Otto Schenk ans Theater in der Josefstadt engagiert.
Während Gratzers Zeit am Theater in der Josefstadt wurde 1990 das Rabenhof Theater als dritte Spielstätte eröffnet und Gratzer war zu dieser Zeit auch schon dort als Schauspieler zu sehen. 1995 koproduzierte er mit dem Theater in der Josefstadt für den Rabenhof sein Erfolgs-Kammermusical „Cigarettes in Vienna“ (in den Hauptrollen: Fritz Karl und Tania Golden), wofür er auch als Autor und Regisseur verantwortlich war.

## Habsburg Recycling
1989 gründete Gratzer gemeinsam mit seinem Schauspielkollegen Harald Posch (jetzt Intendanz Werk X) die Theatertruppe „Habsburg Recycling“, die vorrangig mit Originaltext-Collagen politsatirisch arbeitete und damit ein neues Genre schuf. In der Folge wurden eine Reihe von äußerst erfolgreichen, aber auch umstrittenen Theaterproduktionen realisiert. So wurde die satirische Produktion „Liebe Pfadfinderkinder“ mit Originaltexten österreichischer Bundespräsidenten vom ORF gesendet und tourte in den folgenden Jahren durch Österreich.
Für die kirchenkritischen Theaterproduktionen „Habsburg Recyclings fröhliche X-Nacht“ und „Neuevangelisierungstour 93“, welche sich mit der Rolle der Kirche in Gesellschaft, Staat und Geschichte auf ironische Weise beschäftigten, wurde gegen Gratzer und Posch ein Gerichtsverfahren eröffnet, das nach einer knapp fünfjährigen Prozessdauer und zwei Freisprüchen1998 in letzter Instanz mit einer Verurteilung wegen §188 (Herabwürdigung religiöser Lehren) endete. Wichtige künstlerische Mitstreiter dieser Zeit waren Off-Szene-Guru Hubsi Kramar und die Musiker und Musikproduzenten Peter Paul Skrepek und Thomas Rabitsch.
1998 fanden die letzten beiden Arbeiten mit „Habsburg Recycling“ statt: „Nazis im Weltraum“, in Koproduktion mit dem steirischen herbst, und „Überlebenskünstler – Dr. Helmuth Zilk im Gespräch mit Adolf Hitler“ (mit Peter Paul Skrepek und Hubsi Kramar). Letztere Produktion, für deren Idee und Umsetzung Gratzer verantwortlich zeichnet, tourte über ein Jahrzehnt durch Österreich und wird immer noch bei starkem Publikumsinteresse am Rabenhof Theater aufgeführt.

## Rabenhof Theater

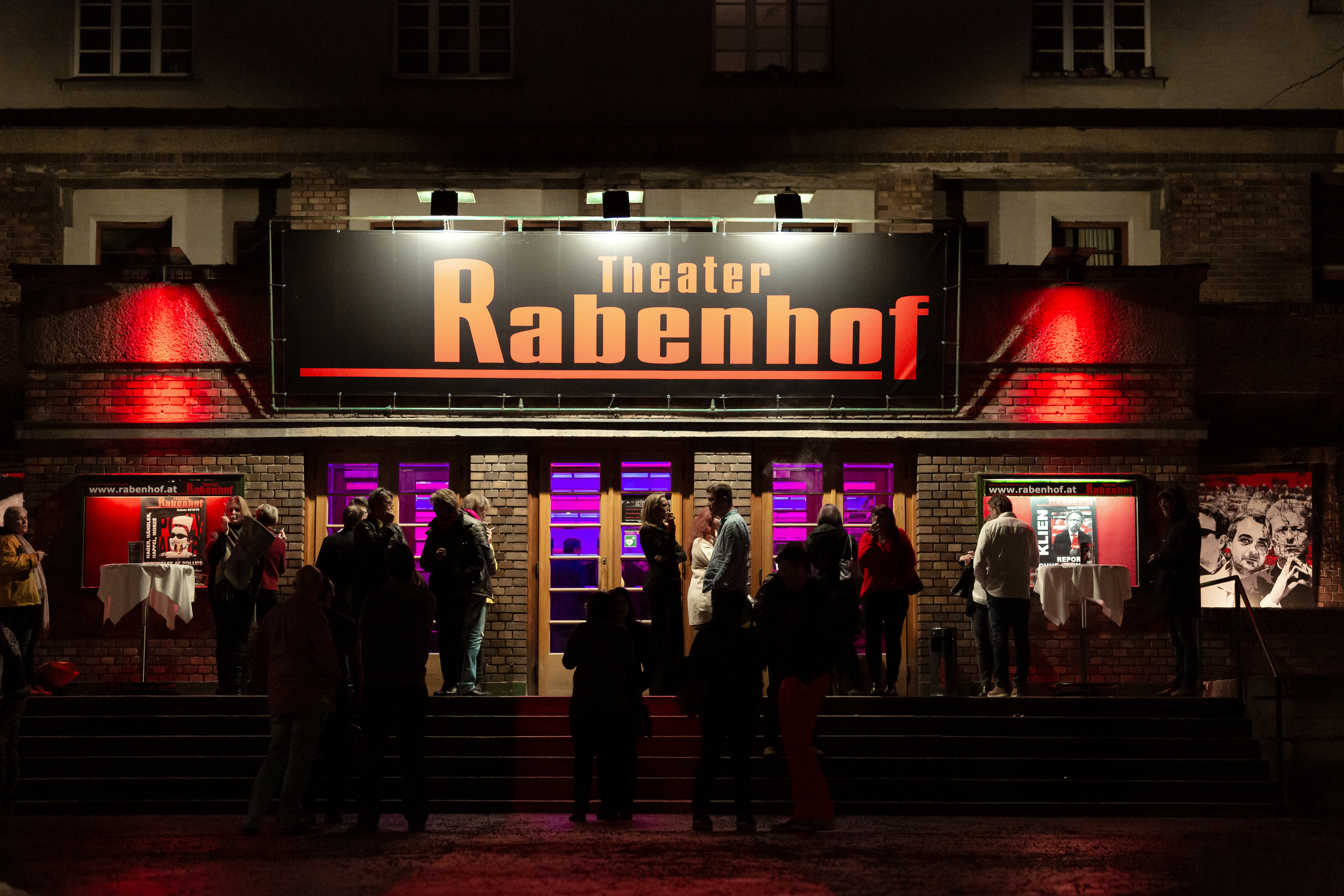
Rabenhof Theater (2019)

2003 übernahm Gratzer dann, in Nachfolge von Karl Welunschek, die Leitung des Rabenhof Theaters, positionierte das Haus als zeitgenössisches Volkstheater. Er brachte es sowohl seitens der Kritik als auch von Seiten des Publikums mit jährlich 88.000 Zusehern und einer Auslastung von knapp 93 % (Stand 2019) auf Erfolgskurs.
2005 erhielt das Rabenhof Theater den Nestroy-Theaterpreis in der Kategorie Beste Off-Bühne.
Profilgebend für das Haus unter Gratzers Leitung sind unter anderem die Erfindung, Entwicklung und inszenatorische Umsetzung neuer Formate wie der Polit-Puppenshows „Bei Schüssels“ (2006), „Beim Gusenbauer“ (2007), „Bei Faymann“ (2009) und „Bye, bye Österreich!“ (2013) gemeinsam mit Gerhard Haderer und der Synchroguerillatruppe Maschek.
Des Weiteren entwickelte Gratzer gemeinsam mit Ernst Molden (Buch und Musik) die Wiener Singspiel-Tradition mit bei Kritik und Publikum gleichermaßen erfolgreichen Produktionen wie der Singspiel-Trilogie „Häuserl am Oasch“, „Hafen Wien“ und „Mayerling“ weiter, welche auch in mehreren Kategorien für den Nestroy-Theaterpreis nominiert waren.
Für Gratzers Rabenhof-Universum prägend wurde auch seine enge, befruchtende Zusammenarbeit mit Künstlern wie Nikolaus Habjan („Kottan ermittelt“), Dirk Stermann und Christoph Grissemann („Seele brennt“, „Sonnyboys“) oder Naked-Lunch-Mastermind Oliver Welter, unter dessen musikalischer Leitung Gratzer die André-Heller-Hommage „Holodrio – Lass mich Dein Drecksstück sein“ entwickelte und inszenierte, die 2017 mit einem Nestroy-Theaterpreis ausgezeichnet wurde. Im gleichen Team entstand 2019 auch die musikalische Georg-Danzer-Hommage „Jö schau“.
Gratzer ist Initiator und Miterfinder des alljährlich stattfindenden „Protestsongcontest“ (in Zusammenarbeit mit FM4), der sich seit 2004 zu einem wichtigen österreichischen Musik-Nachwuchswettbewerb entwickelt hat.

## Freies künstlerisches Schaffen, Film und Fernsehen
Im Herbst 2019 inszenierte Gratzer am Stadttheater Bozen die „Rue de Lourcine“ in der Übersetzung von Elfriede Jelinek.
1999 realisierte Gratzer in der Wiener Börse sein Stück „Pogrom – Ein Wirtschaftsthriller“, das auf zeithistorischen Originalprotokollen über die wirtschaftlichen Auswirkungen der Novemberpogrome von 1938 basierte, mit Herbert Föttinger als Chef der deutschen Versicherungen und Erwin Steinhauer als Hermann Göring. Eine Aufzeichnung dieser Produktion wurde 2000 vom ORF gesendet und anlässlich der Feierlichkeiten rund um die Befreiung von Mauthausen auch im Österreichischen Parlament präsentiert, wo es zu heftigen Störungen und Zwischenrufen durch die damalige ÖVP/FPÖ-Regierung kam.
Ebenfalls im Jahr 2000 war Gratzer Mitinitiator der politsatirischen Aktion „Adolf Hitler am Opernball“, welche für großes internationales Echo sorgte. Für große Aufregung sorgte im gleichen Jahr auch seine Inszenierung von Georg Ringsgwandls „Die Tankstelle der Verdammten“ an der Volksoper mit Tony Vegas und Sissy Löwinger.
2001 setzte Gratzer gemeinsam mit Thomas Maurer und Florian Scheuba eine mediensatirische Bühnenfassung nach Billy Wilders Erfolgsfilms „Extrablatt“ für das Theater der Jugend unter dem Titel „News“ um.
2002 brachte Gratzer im Rabenhof Theater den Abend „Österreichs größte Entertainer – Die erfolgreichsten Massenmörder der Republik“ auf die Bühne, den er als Autor und Regisseur (gemeinsam mit Helmuth Schödel) verantwortete.
Weitere künstlerische Tätigkeiten in Konzept und Realisierung waren die Entwicklung und Regie des outstanding artist awards im Radiokulturhaus 2009 bis 2011 sowie im Auftrag der Republik Österreich die Umsetzung des Österreichischen Kunstpreises in der Wiener Hofburg 2010, 2011 und 2016.
2018 leitete Gratzer die Eröffnung der Wiener Festwochen (gemeinsam mit Attila Lang).
Immer wieder hat er auch als Kabarettregisseur gearbeitet unter anderem mit Sandra Cervik, Thomas Maurer oder Robert Palfrader.
Als Schauspieler war Gratzer auch in verschiedensten Film- und TV-Produktionen zu sehen unter anderem in Filmen von Karin Brandauer, Niki List oder Oliver Hirschbiegl.

## Auszeichnungen
- 2005: Nestroy-Theaterpreis/Beste Off-Produktion: Gesamte Spielzeit 2004/05 (speziell für Udo 77 von monochrom, The Great Television Swindle von maschek und Freundschaft von Erwin Steinhauer und Rupert Henning).
- 2017: Nestroy-Theaterpreis/Beste Off-Produktion: HOLODRIO. Lass mich Dein Drecksstück sein! nach André Heller, Inszenierung Thomas Gratzer.[1]
- 2020: Goldenes Verdienstzeichen des Landes Wien.
- 2023: Verleihung des Berufstitels Professor[2]